# Krešimir Makarin
Krešimir Makarin (Rijeka, 7. siječnja 1987.) bivši je hrvatski nogometaš.
Karijeru je započeo igrajući za Šibenik gdje je zaradio epitet iznimno nadarenog mladog napadača. Nakon drugoligaške sezone u Šibeniku prešao je u redove Hajduka gdje ga Miroslav Blažević, zbog njegove brzine, namjerava koristiti na desnom boku. No, ta ideja nije zaživjela, a i Ćiro nije dugo izdržao na klupi kluba. U toj, za Hajduk vrlo lošoj, sezoni odigrao je 8 utakmica, uz 1 postignuti gol (Cibaliji u Vinkovcima). 
Sljedeće je sezone dolaskom Zorana Vulića otišao na posudbu u financijski posrnuli NK Kamen-Ingrad, gdje se zarazio salmonelom. Vratio se na zimu, uslijedila je nova posudba malo bliže Splitu, u Pulu gdje ga je na samom početku zadesila teška ozljeda koljena zbog koje je napustito Verudu bez ijednog ligaškog nastupa.
Sezone 2007./08. kod Ivana Pudara nije bio ni blizu prve momčadi, ali nije niti išao na posudbu. Dolaskom Sergija Krešića počinje igrati u prvih 11, ali ubrzo seli na klupu. Kod Roberta Jarnoga opet nije ni u marginalnim ulogama, te se na zimu vraća u matični Šibenik na posudbu. Odigrao je dosta dobrih utakmica na Šubićevcu. Donosi pobjedu protiv NK Osijek, a u utakmici protiv Međimurja bio je najbolji igrač utakmice (3 asistencije i 1 gol), no u toj utakmici zadobiva ozljedu gležnja koju nije uspio sanirati do kraja sezone.
Na zimu 2009. prelazi u prvoligaša Cibaliju iz Vinkovaca, kao veliko pojačanje iz Hajduka.
Nakon što je otišao iz Cibalije, vratio se u svoj matični klub Šibenik gdje je potpisao ugovor na dvije godine, a promjenom trenera bori se za svoje mjesto u prvoj momčadi kluba.
Statistika u Hajduku
| Natjecanje        | Nastupi | Zgoditci |
| ----------------- | ------- | -------- |
| Prvenstvo         | 11      | 1        |
| Kup               | 2       | 4        |
| Superkup          | 1       | 0        |
| Međunarodne       | 2       | 0        |
| Splitski podsavez | 0       | 0        |
| Ukupno            | 16      | 5        |
| Prijateljske      | 23      | 10       |
| Sveukupno         | 39      | 15       |